# Аналоги Солнца
Звезда солнечного типа, звезда-аналог Солнца и близнец Солнца — это три категории звёзд, в разной мере похожих на Солнце. Изучение этих звёзд весьма важно для лучшего понимания свойств Солнца, его уникальности или, наоборот, типичности среди других звёзд, а также возможности существования обитаемых планет у других звёзд солнечного типа.

## Категории подобия
Можно выделить три категории звёзд, подобных Солнцу, которые отражают эволюцию астрономических наблюдательных технологий. Вначале звёзды солнечного типа были наиболее похожими звёздами, которые можно было определить. Затем по мере развития техники и наблюдательных технологий, когда стало возможно уточнение дополнительных параметров, таких как: светимость, температура, металличность и т. д., были выделены следующие категории — звезда-аналог Солнца и звезда-близнец Солнца. В русско-язычной литературе иногда используется неверный по существу термин "двойник Солнца" из-за ошибки в переводе английского термина "Solar twin"

### Звёзды солнечного типа
Эти звёзды в широком смысле похожи на Солнце. Они лежат на главной последовательности, их показатель цвета B-V находится между 0,48 и 0,8 (у Солнца этот показатель 0,65). В качестве альтернативы можно использовать спектр и тогда в звёзды солнечного типа можно включать жёлтые и оранжевые карлики, у которых показатель цвета B-V находится между 0,5 и 1,0. Таким образом, в эту категорию может попасть примерно 10 % всех звёзд и тем самым можно установить верхнюю границу количества звёзд, более или менее похожих на Солнце. Звёзды солнечного типа показывают весьма неплохую корреляцию между скоростью их вращения и активностью хромосферы (это можно определить по спектральной линии кальция), а также корональной активности (определяется по рентгеновскому излучению). Также по скорости вращения и магнитной активности, которая проявляется в течение всей жизни звезды, можно оценивать их возраст. В своей работе Мамачек (Mamajek) и Хиллебрандт (Hillenbrand) в 2008 году оценили возраст 108 звёзд солнечного типа (F8V-K2V), находящихся на главной последовательности в радиусе 16 парсек от Солнца, основываясь на анализе их хромосферной активности, исследуя эмиссионные линии H и K кальция.
В следующей таблице показан примеры звёзд солнечного типа в пределах 50 световых лет, на основе текущих измерений.
| Название         | Рас- стояние (св.г.) | Спектр. класс | Темпе- ратура (K) | Мет- ал. (%) | Воз- раст (млрд. лет) | J2000 координаты | J2000 координаты | Прим.                   |
| Название         | Рас- стояние (св.г.) | Спектр. класс | Темпе- ратура (K) | Мет- ал. (%) | Воз- раст (млрд. лет) | Прям. восх.      | Склонение        | Прим.                   |
| ---------------- | -------------------- | ------------- | ----------------- | ------------ | --------------------- | ---------------- | ---------------- | ----------------------- |
| Солнце           | 0,0000158            | G2V           | 5778              | 100          | 4,6                   | —                | —                | [ 4 ]                   |
| Альфа Центавра A | 4,37                 | G2V           | 5790              | 158          | 4,4                   | 14h 39m 35.90s   | -60° 50′ 07.0″   | [ 6 ] [ 7 ] [ 8 ] [ 9 ] |
| Альфа Центавра B | 4,37                 | K0V           | 5260              | —            | 4,4                   | —                | —                |                         |
| Тау Кита         | 11,9                 | G8V           | 5344              | 30           | 5,8                   | 01h 44m 04.1s    | −15° 56′ 15″     | [ 11 ]                  |
| 82 Эридана       | 19,8                 | G8V           | 5338              | 29           | 6,1                   | 03h 19m 55.7s    | −43° 04′ 11.2″   | [ 13 ]                  |
| Дельта Павлина   | 19,9                 | G8IV          | 5604              | 214          | ~7                    | 20h 08m 43.6s    | −66° 10′ 55″     | [ 15 ]                  |
| V538 Возничего   | 39,9                 | K1V           | 5257              | 63           | 3,7                   | 05h 41m 20,3s    | +53° 28′ 51,8″   | [ 13 ]                  |
| HD 14412         | 41,3                 | G5V           | 5432              | 35           | 9,6                   | 02h 18m 58.5s    | -25° 56′ 45″     | [ 13 ]                  |
| HD 104304        | 42,1                 | G8IV          | 5538              | 151          | 8,5                   | 12h 00m 44.3s    | -10° 26′ 46.7″   | [ 13 ]                  |
| HD 172051        | 42,7                 | G5V           | 5610              | 48           | 6,5                   | 18h 38m 53.4s    | -21° 03′ 07″     | [ 13 ]                  |
| 72 Геркулеса     | 46,9                 | G0V           | 5662              | 43           | 5                     | 17h 20m 39.6s    | +32° 28′ 04″     | [ 13 ]                  |
| HD 196761        | 46,9                 | G8V           | 5415              | 49           | 6.6                   | 20h 40m 11.8s    | -23° 46′ 26″     | [ 15 ]                  |
| Ню2 Волка        | 47,5                 | G4V           | 5664              | 46           | 10,3                  | 15h 21m 48.1s    | -48° 19′ 03″     | [ 15 ]                  |

#### Особенности звёзд спектральных классов F, G и К
Спектральный класс Солнца — G2.
| Спектр. класс | M     | {\displaystyle T_{E}} (K); | Боло- метр. светим. ({\displaystyle L_{\bigodot }}) | Масса ({\displaystyle M_{\bigodot }}) | Радиус ({\displaystyle R_{\bigodot }}) | Свети- мость ({\displaystyle L_{\bigodot }}) | Обит. зона (а.е.) | Время жизни (млрд. лет) |
| F0            | +2,72 | 7200                       | 6,50                                                | 1,600                                 | 1,640                                  | 6,38                                         | 2,55              | 1,60                    |
| F2            | +3,17 | 6890                       | 4,30                                                | 1,520                                 | 1,460                                  | 4,14                                         | 2,07              | 1,76                    |
| F5            | +3,49 | 6440                       | 3,20                                                | 1,400                                 | 1,440                                  | 3,00                                         | 1,79              | 3,44                    |
| F8            | +3,94 | 6200                       | 2,10                                                | 1,190                                 | 1,260                                  | 1,93                                         | 1,45              | 6,88                    |
| G0            | +4,31 | 6030                       | 1,50                                                | 1,050                                 | 1,130                                  | 1,36                                         | 1,22              | 9,18                    |
| G2            | +4,65 | 5860                       | 1,10                                                | 0,998                                 | 1,020                                  | 0,97                                         | 1,05              | 10,10                   |
| G5            | +5,01 | 5770                       | 0,79                                                | 0,920                                 | 0,893                                  | 0,69                                         | 0,89              | 14,00                   |
| G8            | +5,20 | 5570                       | 0,66                                                | 0,842                                 | 0,875                                  | 0,56                                         | 0,81              | 17,90                   |
| K0            | +5,69 | 5250                       | 0,42                                                | 0,790                                 | 0,786                                  | 0,34                                         | 0,65              | 21,10                   |
| K1            | +5,83 | 5080                       | 0,37                                                | 0,766                                 | 0,788                                  | 0,28                                         | 0,61              | >25,00                  |
| K2            | +6,09 | 4900                       | 0,29                                                | 0,742                                 | 0,750                                  | 0,21                                         | 0,54              | >25,00                  |
| K3            | +6,21 | 4730                       | 0,26                                                | 0,718                                 | 0,762                                  | 0,18                                         | 0,51              | >25,00                  |
| K4            | +6,55 | 4590                       | 0,19                                                | 0,694                                 | 0,692                                  | 0,12                                         | 0,43              | >>25,00                 |
| K5            | +6,81 | 4350                       | 0,15                                                | 0,670                                 | 0,684                                  | 0,082                                        | 0,39              | >>25,00                 |
| K7            | +7,25 | 4060                       | 0,10                                                | 0,606                                 | 0,641                                  | 0,042                                        | 0,32              | >>25,00                 |

### Звезда-аналог Солнца
Эти звёзды с точки зрения фотометрии подобны Солнцу, имея следующие характеристики:
- температура отличается от солнечной не более чем на 500 градусов (то есть, находится в пределах от 5200 до 6300 К)
- металличность составляет 50-200 % от солнечной, и это подразумевает, что звезда может иметь или имела протопланетный диск, из которого сформировались или могут сформироваться планеты
- звезда не имеет компаньона, или, по крайней мере, близкого компаньона (с орбитальным периодом меньше 10 дней), так как в противном случае он мог бы стимулировать нежелательную звёздную активность.

Ниже приведён список звёзд, удалённых от Солнца не более чем на 50 св. лет и отвечающих этим критериям.
| Название             | Рас- стояние (св.г.) | Спектр. класс | Темпе- ратура (K) | Мет- ал. (%) | Воз- раст (млрд. лет) | J2000 координаты | J2000 координаты | Прим.  |
| Название             | Рас- стояние (св.г.) | Спектр. класс | Темпе- ратура (K) | Мет- ал. (%) | Воз- раст (млрд. лет) | Прям. восх.      | Склонение        | Прим.  |
| -------------------- | -------------------- | ------------- | ----------------- | ------------ | --------------------- | ---------------- | ---------------- | ------ |
| Солнце               | 0,0000158            | G2V           | 5778              | 100          | 4,6                   | —                | —                | [ 4 ]  |
| Сигма Дракона        | 18,8                 | G9-K0 V       | 5297              | 63           | 4,7                   | 19h 32m 21.6s    | +69° 39′ 40″     | [ 25 ] |
| Бета Гончих Псов     | 27,4                 | G0V           | 5930              | 50           | 6,0                   | 12h 33m 44.5s    | +41° 21′ 27″     | [ 13 ] |
| 61 Девы              | 27,8                 | G5V           | 5558              | 95           | 6,3                   | 13h 18m 24.3s    | -18° 18′ 40″     | [ 15 ] |
| Дзета Тукана         | 28,0                 | F9.5V         | 5956              | 72           | 2,5                   | 00h 20m 04.3s    | -64° 52′ 29″     | [ 11 ] |
| Бета Волос Вероники  | 29.8                 | G0V           | 5970              | 87           | 2.0                   | 13h 11m 52.4s    | +27° 52′ 41″     | [ 13 ] |
| 61 Большой Медведицы | 31,1                 | G8V           | 5483              | 76           | 1,0                   | 11h 41m 03.0s    | +34° 12′ 06″     | [ 13 ] |
| HR 511               | 32.8                 | K0V           | 5333              | 112          | 3,0                   | 01h 47m 44.8s    | +63° 51′ 08″     | [ 13 ] |
| Альфа Столовой Горы  | 33.1                 | G5V           | 5594              | 125          | 5,4                   | 06h 10m 14.5s    | 14.5° -74′ 45″   | [ 11 ] |
| HD 69830             | 40.6                 | K0V           | 5410              | 93           | 10,6                  | 08h 18m 23.9s    | -12° 37′ 56″     | [ 11 ] |
| HD 10307             | 41.2                 | G1.5V         | 5848              | 89           | 7,0                   | 01h 41m 47.1s    | +42° 36′ 48″     | [ 13 ] |
| HD 147513            | 42,0                 | G1V           | 5858              | 107          | 0,4                   | 16h 24m 01.3s    | -39° 11′ 35″     | [ 15 ] |
| 58 Эридана           | 43.3                 | G3V           | 5868              | 105          | 0,6                   | 04h 47m 36.3s    | -39° 11′ 35″     | [ 11 ] |
| 47 Большой Медведицы | 45.9                 | G1V           | 5954              | 115          | 6,0                   | 10h 59m 28.0s    | +40° 25′ 49″     | [ 11 ] |
| Пси Змеи             | 47.9                 | G5V           | 5636              | 91           | 3,2                   | 15h 44m 01.8s    | +02° 30′ 55″     | [ 13 ] |
| HD 84117             | 48.5                 | F8V           | 6167              | 93           | 3,1                   | 09h 42m 14.4s    | -23° 54′ 56″     | [ 11 ] |
| HD 4391              | 48.6                 | G3V           | 5878              | 93           | 1,2                   | 00h 45m 45.6s    | -47° 33′ 07″     | [ 11 ] |
| 20 Малого Льва       | 49.1                 | G3V           | 5741              | 158          | 6,5                   | 10h 01m 00.7s    | +31° 55′ 25″     | [ 13 ] |
| Ню Феникса           | 49.3                 | F8V           | 6140              | 151          | 5,7                   | 01h 15m 11.1s    | -45° 31′ 54″     | [ 11 ] |
| 51 Пегаса            | 50.9                 | G2.5IVa       | 5804              | 158          | 7,0                   | 22h 57m 28.0s    | +20° 46′ 08″     | [ 11 ] |

### Близнецы Солнца
На сегодняшний день не обнаружено ни одного солнечного "двойника", который не отличим от Солнца. Однако есть звезды, которые очень близки к характеристикам Солнца. Точный солнечный двойник был бы звездой G2V с температурой поверхности 5778 K, возрастом 4,6 млрд лет, со стопроцентной металличностью и вариацией солнечной светимости не более чем на 0,1 %. Звёзды с возрастом 4,6 млрд лет находятся в наиболее стабильном состоянии. Правильная металличность и размер звезды также очень важны для малого изменения светимости.
Звёзды приведённые ниже похожи на Солнце и обладают следующими качествами:
- температура отличается от солнечной не более чем на 50 градусов (то есть находится в пределах от 5728 до 5828 K) [a]
- металличность составляет 89—112 % от солнечной, подразумевая, что в протопланетном диске было столько же пыли, пригодной для формирования планет
- отсутствие какого-либо компаньона
- возраст, отличающийся от солнечного не более чем на 1 млрд лет (то есть в пределах от 3,5 до 5,6 млрд лет)

Ниже приведены известные звёзды, которые ближе всего подходят к критериям солнечного близнеца. Солнце указано для сравнения. Выделенные квадраты показывают параметры вне критериев, подходящих для близнеца. Эти звезды, возможно, были солнечными близнецами в прошлом, но сейчас они больше соответствуют категории "аналоги Солнца".
| Название     | Рас- стояние (св. г.) | Спектр. класс | Темпе- ратура (K) | Мет- ал. (%) | Воз- раст (млрд лет) | J2000 координаты | J2000 координаты | Прим.         |
| Название     | Рас- стояние (св. г.) | Спектр. класс | Темпе- ратура (K) | Мет- ал. (%) | Воз- раст (млрд лет) | Прям. восх.      | Склонение        | Прим.         |
| ------------ | --------------------- | ------------- | ----------------- | ------------ | -------------------- | ---------------- | ---------------- | ------------- |
| Солнце       | 0,0000158             | G2V           | 5778              | 100          | 4,6                  | —                | —                | [ 4 ]         |
| 18 Скорпиона | 45,1                  | G2Va          | 5433              | 107          | 2,9                  | 16h 15m 37,3s    | -08° 22′ 06″     | [ 50 ] [ 51 ] |
| HD 150248    | 88                    | G2            | 5750              | 91           | 6,2                  | 16h 41m 49.8s    | -45° 22′ 07″     | [ 51 ]        |
| HD 164595    | 91                    | G2            | 5810              | 87           | 4,5                  | 18h 00m 38.9s    | +29° 34′ 19″     | [ 50 ]        |
| HD 195034    | 92                    | G5            | 5760              | 91           | 2,9                  | 20h 28m 11,8s    | +22° 07′ 44″     | [ 55 ]        |
| HD 117939    | 98                    | G4            | 5730              | 79           | 6,1                  | 13h 34m 32.55s   | -38° 54′ 26.0″   | [ 51 ]        |
| HD 138573    | 99                    | G5IV-V        | 5757              | 100          | 7,8                  | 15h 32m 43,7s    | +10° 58′ 06″     | [ 58 ]        |
| HD 71334     | 124                   | G2,5V         | 5701              | 84           | 8,1                  | 08h 25m 49.5s    | -29° 55′ 50″     | [ 60 ]        |
| HD 98649     | 135                   | G4V           | 5759              | 95           | 2,3                  | 11h 20m 51.769s  | -23° 13′ 02″     | [ 51 ]        |
| HD 143436    | 141                   | G0            | 5768              | 100          | 3,8                  | 16h 00m 18,8s    | +00° 08′ 13″     | [ 58 ]        |
| HD 129357    | 154                   | G2V           | 5749              | 99           | 8,2                  | 14h 41m 22,4s    | +29° 03′ 32″     | [ 58 ]        |
| HD 133600    | 171                   | G0            | 5808              | 105          | 6,3                  | 15h 05m 13,2s    | +06° 17′ 24″     | [ 50 ]        |
| HIP 11915    | 190                   | G5V           | 5760              | 87           | 4,1                  | 02h 33m 49.02s   | -19° 36′ 42.5″   | [ 66 ]        |
| HD 101364    | 208                   | G5V           | 5795              | 95           | 7,1                  | 11h 40m 28,5s    | +69° 00′ 31″     | [ 50 ] [ 68 ] |
| HIP 102152   | 250                   | G3V           | 5723              | 97           | 8,2                  | 20h 41m 54.6s    | -27° 12′ 57″     | [ 70 ]        |
| Kepler-452   | 1400                  | G2V           | 5757              | 162,0        | 6,0                  | 19h 44m 00.89s   | +44° 16′ 39.2″   | [ 72 ]        |
| YBP1194      | 2934                  | G5V           | 5780              | 105          | ~ 4,2                | 08h 51m 00.8s    | +11° 48′ 53″     | [ 74 ]        |

Самым похожим близнецом Солнца на 2007 год являлась звезда HIP 56948 (созвездие Дракона). Её масса составляет 0,994 ± 0,004 {\displaystyle M_{\bigodot }}, радиус — 1,14 {\displaystyle R_{\bigodot }}, светимость — 1,35 {\displaystyle L_{\bigodot }}, температура — 5747,9 К, возраст — 3,5 млрд лет. Расстояние до звезды — 208 ± 9 св. лет (64 ± 3 пк). Главное, что она похожа на Солнце по содержанию лития, как и звезда HD 133600, которая на 1,5 млрд лет старше Солнца. Масса HD 133600 составляет 1,00 ± 0,03 {\displaystyle M_{\bigodot }}, температура — 5808 К.
В 2014 году у солнечных двойников YBP1514 и YBP1194 нашли по одной большой планете, но они обращаются вокруг материнских звëзд ближе, чем Меркурий вокруг Солнца.
Некоторые другие звезды иногда упоминаются как кандидаты в солнечные близнецы, например: Бета Гончих Псов, однако она имеет слишком низкую металличность — 50 %. Звезду 16 Лебедя B иногда называют близнецом Солнца, но она является частью тройной звездной системы и очень стара для солнечного двойника — ему 6,8 млрд лет.

## Родственники Солнца
Двумя кандидатами в «родственники Солнца» (схожий возраст, металличность и кинематика) являются Gaia DR2 1927143514955658880 и Gaia DR2 1966383465746413568. Их параметры приведены ниже:
| Имя звезды                 | Звёздная величина | Звёздная величина | Созвезд.  | Расстояние (св. лет) | Радиус ({\displaystyle R_{\bigodot }}) | Светимость ({\displaystyle L_{\bigodot }}) | J2000 координаты | J2000 координаты |
| Имя звезды                 | m                 | M                 | Созвезд.  | Расстояние (св. лет) | Радиус ({\displaystyle R_{\bigodot }}) | Светимость ({\displaystyle L_{\bigodot }}) | Прям. восх.      | Склонение        |
| -------------------------- | ----------------- | ----------------- | --------- | -------------------- | -------------------------------------- | ------------------------------------------ | ---------------- | ---------------- |
| LAMOST J235459.91+461605.9 | +12.7             | +4.30             | Андромеда | ~1200                | 0,91+0,03 −0,04                        | 0,786+0,07 −0,14                           | 23h 54m 59.92s   | +46° 16′ 05.97″  |
| TYC 3191-276-1             | +11.76            | +4.31             | Лебедь    | ~1000                | 1,15+0,01 −0,02                        | 1,383+0,18 −0,14                           | 21h 33m 30.96s   | +41° 43′ 35.51″  |

В 2014 году команда астрономов во главе с Айвена Рамирезом (Ivan Ramirez) в Техасском университете в Остине провела исследование 30 кандидатов на звание «родственницы Солнца». Учёные сравнили химические составы кандидатов со составом Солнца (с особенным вниманием на элементы барий и иттрий) и также их галактических орбит. На основе этих критериев остался лишь один кандидат, именно звезда HD 162826. В ноябре 2018 года HD 162826 сместила звезда HD 186302 признанная наиболее вероятным «сбежавшим» братом-близнецом Солнца. Их параметры приведены ниже:
| Имя звезды | Звёздная величина | Звёздная величина | Созвезд. | Расстояние (св. лет) | Радиус ({\displaystyle R_{\bigodot }}) | Светимость ({\displaystyle L_{\bigodot }}) | J2000 координаты | J2000 координаты |
| Имя звезды | m                 | M                 | Созвезд. | Расстояние (св. лет) | Радиус ({\displaystyle R_{\bigodot }}) | Светимость ({\displaystyle L_{\bigodot }}) | Прям. восх.      | Склонение        |
| ---------- | ----------------- | ----------------- | -------- | -------------------- | -------------------------------------- | ------------------------------------------ | ---------------- | ---------------- |
| HD 162826  | + 6,46            | +3.92             | Геркулес | 110                  | 1,31 ± 0,02                            | 2,219 ± 0,03                               | 17h 51m 14.0223s | +40° 04′ 20.87″  |
| HD 186302  | +8,76             | +4.99             | Павлин   | 184,1                | 0,97 ± 0,02                            | 0,876 ± 0,02                               | 19h 49m 6.43s    | -70° 11′ 16.70″  |

## Потенциальная обитаемость
Ещё один способ определить звезду-аналог Солнца, это рассмотреть звёзды с точки зрения возможности существования рядом с ними обитаемых планет. В проекте SETI с этой целью отбирались звёзды так называемые HabStar (англ. Habitable star), то есть звезды, рядом с которыми могут появится пригодные для жизни миры, подобные тому, который возник на Земле. Если предположить, что жизнь существует где-то ещё во Вселенной и что она имеет много общего с жизнью на планете Земля, есть вероятность, что она будет на орбите одной из 17 000 HabStars, идентифицированных SETI и отвечающие следующим условиям:
- возраст — не меньше 3 млрд. лет;
- звезда лежит на главной последовательности;
- отсутствие переменности;
- возможность существования землеподобных планет;
- динамически стабильная обитаемая зона возле звезды;
- отсутствие звезды-спутника.

Требование того, что звезда должна находиться на главной последовательности по крайней мере 3 млрд лет сразу же накладывает верхнюю границу на массу звезды, которая равна 1,5 солнечным массам, что соответствует самым горячим жёлтым карликам, спектрального типа F5.V. Такие звёзды могут быть ярче Солнца от 2,5 до 8,55 раз.
Отсутствие переменности означает, что яркость не может меняться более чем на 1 %. Причём, 3 % это практический предел из-за ограничений в имеющихся данных. Также подразумевается отсутствие больших эксцентриситетов орбит планет и звезды-компаньона в обитаемой зоне.
Планеты земной группы в звездных системах, содержащих три или более звезд, вряд ли будут иметь стабильные орбиты в долгосрочной перспективе. Стабильные орбиты в двойных системах имеют одну из двух форм: орбиты S-типа (спутниковые или околозвездные) вокруг одной из звезд и орбиты P-типа (планетарные или околозвездные) вокруг всей двойной пары. Эксцентрические юпитеры также могут нарушать орбиты планет в обитаемых зонах.
Металличность, по крайней мере 40 % от солнечной, требуется, чтобы существовала потенциальная возможность существования землеподобных планет. Высокая металличность сильно коррелирует с образованием горячих юпитеров. Существует также проблема планетных систем с «горячими» Юпитерами. Считается, что возле самой звезды недостаточно материала для образования планет и, соответственно, все планеты этого типа образовались во внешней части системы, а потом мигрировали к центру из-за торможения в газопылевом диске. В процессе такой миграции землеподобные планеты будут либо разрушены, либо захвачены и станут спутниками. Однако, существуют модели, показывающие, что землеподобные планеты могут формироваться во время таких миграций, причём газовые гиганты могут остаться внутри обитаемой зоны и могут иметь землеподобные спутники.
Одним из примеров такой звезды является HD 70642 [85] спектрального класса G5V с температурой 5533 К, но она намного моложе Солнца, её возраст 1,9 млрд. лет.
Другим таким примером может служить звезда HIP 11915, имеющая планетную систему, содержащую подобную Юпитеру планету, вращающуюся на таком же расстоянии, что и планета Юпитер в Солнечной системе. Чтобы усилить сходство, звезда относится к спектральному классуG5V, имеет температуру 5750 К, массу и радиус, подобные Солнцу, и всего на 500 млн. лет моложе Солнца. Таким образом, обитаемая зона будет простираться в той же области, что и зона обитаемая зона в Солнечной системе, то есть примерно на расстоянии 1 а.е.
Планеты в кратных звёздных системах с тремя и более звёздами не могут иметь стабильные орбиты в течение долгого времени. Стабильные орбиты в обитаемой зоне могут быть только у одиночной звезды или у отдельных двойных звёзд. Также существует проблемы в системах с газовыми гигантами, которые имеют большой эксцентриситет, и соответственно, могут искажать орбиты землеподобных планет.